# Bandiera della Renania-Palatinato
La bandiera della Renania-Palatinato, nota anche come Renania-Palatinato, è un tricolore di tre bande orizzontali di nero, rosso e oro. Questi colori sono i colori nazionali della Germania e sono talvolta indicati come schwarz-rot-gold. Nel cantone, o nell'angolo in alto a sinistra, c'è lo stemma dello stato della Renania-Palatinato.